# Methemoglobine

Structuurformule van heem b

Hemoglobine in het bloed

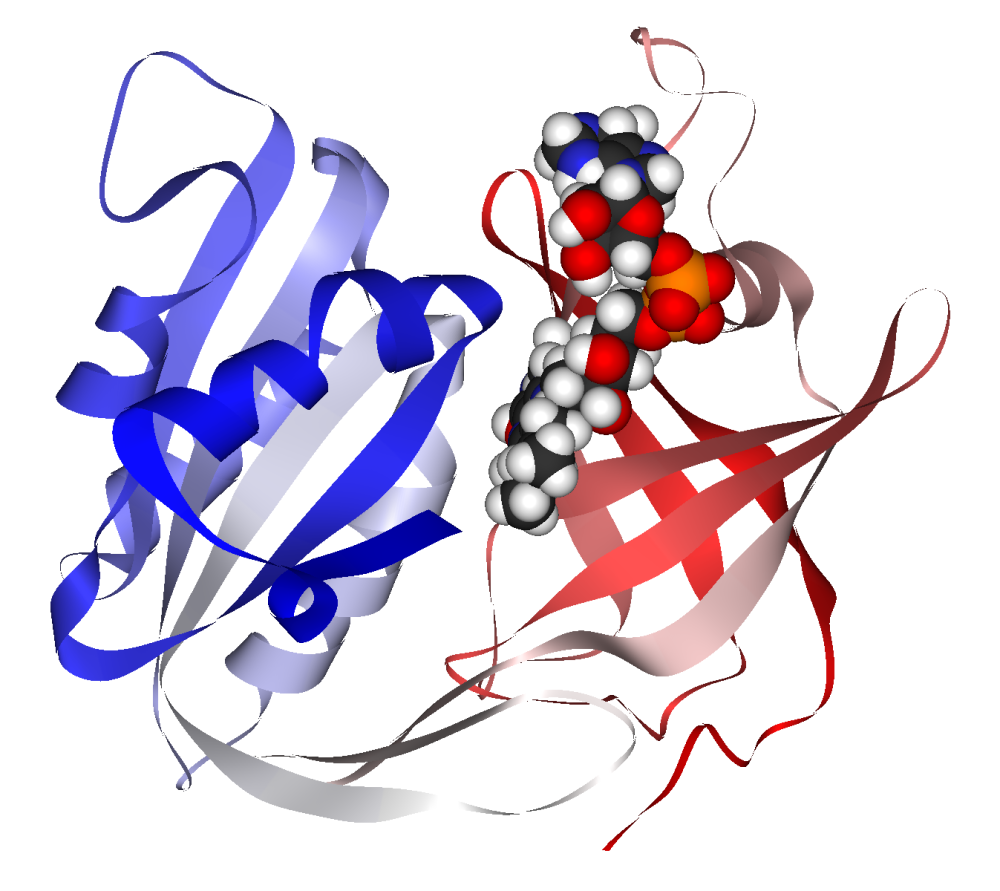
Methemoglobine-reductase

Methemoglobine (Met-Hb, ook haemiglobine of ferrihaemoglobine) is een derivaat van hemoglobine dat in de rode bloedcellen van gewervelde dieren voorkomt. Methemoglobine ontstaat als het tweewaardige ijzer in het hemoglobine door oxidatie wordt omgezet in driewaardig ijzer (Fe2+ → Fe3+). Onder bepaalde fysiologische omstandigheden vindt er in de rode bloedcellen door auto-oxidatie een ophoping van zuurstof plaats, waarbij methemoglobine gevormd wordt.
Methemoglobine kan geen zuurstof binden en verandert het hemoglobine in zijn omgeving zodanig dat dit hemoglobine nog wel zuurstof bindt maar niet meer kan afgeven. Methemoglobine wordt onder andere gevormd bij vergiftigingen door een oxidatiemiddel, zoals nitrieten en waterstofperoxide of door aromatische amino- en nitroverbindingen, zoals aniline en nitrobenzeen. Ook een aantal geneesmiddelen kunnen methemoglobine vormen: dapson, prilocaïne, sulfonamide, nitroglycerine, nitroprusside en stikstofmonoxide (NO).
Het enzym methemoglobine-reductase reduceert methemoglobine weer in hemoglobine, waardoor het percentage methemoglobine in het menselijke bloed in het algemeen niet boven de 1,5% komt. Zuigelingen zijn vooral gevoelig voor methemoglobinevormers, omdat tot halverwege het eerste levensjaar de werking van methemoglobinereductase nog niet volledig is.
Vanaf 15 % methemoglobine in het bloed ontstaat een cyanose, vanaf 30 tot 40% ontstaat er een zuurstoftekort in de weefsels, vooral in de hersenen (verwardheid, licht in het hoofd, bewustzijnstoringen). Waarden tussen 60 en 80% zijn dodelijk. Bij gebruik van een pulse-oxymeter kan de gemeten zuurstofverzadiging ondanks hoge concentraties methemoglobine nog 80 tot 85% zijn.

## Behandeling van methemoglobinemie
Een teveel aan methemoglobine in het bloed wordt behandeld door het intraveneus toedienen van methyleenblauw. Deze stof is weliswaar zelf ook een methemoglobinevormer, maar kan de enzymatische omzetting van methemoglobine naar hemoglobine versnellen, waarbij een evenwicht optreedt rond de 10% methemoglobine. Een ander tegengif is toloniumchloride. Een bloedtransfusie, waarbij het bloed vervangen wordt, is een behandelingsmogelijkheid bij zeer zware vergiftigingsgevallen.